# 亨里克三世 (西里西亞)
（白公爵）亨里克三世（波蘭語：Henryk III Biały；約1222年/1230年—1266年12月3日），波蘭皮亞斯特王朝西里西亞-弗羅茨瓦夫公爵（1248年－1266年），與弟弟薩爾斯堡大主教瓦迪斯瓦夫共治。

## 生平
亨里克三世是波蘭最高公爵亨里克二世與妻子波希米亞國王普熱米斯爾王朝奧托卡一世的女兒波希米亞的安妮所生的第三子。他的祖父母為西里西亞的公爵亨里克一世和海德薇加‧德‧安德希斯.。他的兄弟包括長兄波列斯瓦夫二世、次兄盧布斯卡公爵梅什科（卒於1242年）、四弟格拉戈夫公爵康拉德一世（卒於1274年）、五弟薩爾斯堡大主教瓦迪斯瓦夫和妹妹大波蘭公爵夫人伊麗莎白，伊麗莎白與他的表弟大波蘭公爵普熱梅斯瓦夫一世結婚。 

## 即位
當父親亨里克二世於1241年4月9日與由拔都率領的蒙古西征大軍在列格尼卡戰役中戰死後，長兄波列斯瓦夫二世即位為西里西亞公爵，由母親安妮攝政。當時亨利克與弟弟們仍未成年，由母親照顧下成長。
1242年，他的兄長梅什科意外死亡，使他的繼承權僅次於他的大哥（禿頭的）波列斯瓦夫二世。從那時起，他成為下西里西亞反對波列斯瓦夫二世執法的反對派領袖。 

### 弗羅茨瓦夫公爵
亨里克三世成年後的第一次出現的記載是於1247年。但是，當時波列斯瓦夫二世沒有打算與他分享權力，波列斯瓦夫二世只是在弟弟們起義之後才改變主意，他們的弟弟們甚至俘虜他。亨里克三世與他的哥哥成為共同統治者。兄弟之間的合作不是很好，一年後，在亨里克三世的壓力下，他們決定將萊格尼察–格拉戈夫–盧布斯和弗羅茨瓦夫進行分區統治。波列斯瓦夫二世作為長兄，有權先行選擇自己的統治地區。他之所以選擇萊格尼察公國，可能是因為在卡恰瓦河和維爾茨比亞克河中發現金礦。 
波列斯瓦夫二世可能希望亨里克三世在弗羅茨瓦夫公國（他所選擇的統治地區）的統治遇到嚴重困難，所以最終弗羅茨瓦夫公國會重新掌握於他手上。但是，這些期望從未實現。亨里克三世是一個強大的統治者，他幾乎可以立即將自己的意志強加於當地勢力龐大的貴族身上。該協議的另一點是有義務對注定從事神職的兩位弟弟康拉德和瓦迪斯瓦夫照顧。亨里克三世成功嘗試使瓦迪斯瓦進入教會，這與波列斯瓦夫和康拉德之間的關係形成了鮮明的對比。他們之間發生了數次糾紛，尤其是在康拉德拒絕成為牧師並要求有獨立統治地區之後。亨里克三世（支持康拉德獨立）與波列斯瓦夫二世之間的公開戰爭只是時間問題。 
沒有資金的波列斯瓦夫二世開始擔心與他的弟弟們發生武裝衝突的可能性。為了獲得進行戰爭所需的資源，他決定將一半的盧布斯領地賣給馬格德堡大主教。對於他來說不幸的是，亨里克三世也開始在邁森的統治者中尋求盟友。波列斯瓦夫二世被擊敗，被迫將格拉沃夫地區交給康拉德。1250年，康拉德希望對亨里克三世干預萊格尼察公國。當康拉德決定綁架波列斯瓦夫二世時，亨里克三世作為弗羅茨瓦夫的統治者亦覺得太過分了。弗羅茨瓦夫公爵並不希望如此，因為亨里克三世在與兄弟的關係中一直在努力避免公開衝突。直到1253年，波列斯瓦夫二世的權力完全崩潰時，亨里克三世亦幫助他重返公國。

### 與波希米亞結盟並與大波蘭公爵們進行戰爭
1250年到1260年代之間，亨里克三世成為下西里西亞最強大的皮雅斯特公爵。因此，他積極參與國際政治也就不足為奇了。亨里克三世與他的親戚奧波萊公爵和格拉沃夫公爵以及波希米亞國王瓦茨勞斯一世和奧托卡二世結成同盟（於1251年、1252年、1259年和1261年，亨里克三世數次前往布拉格的皇家宮廷中）。但是，與普熱梅斯瓦夫一世的合作並未取得預期的結果。在波希米亞決定在英國人的支持下干預奧地利的巴本堡家族繼位之後，亨里克三世決定重申與他們的同盟，並與大波蘭統治者普熱梅斯一世和虔誠的波列斯瓦夫和虔誠的阿爾帕德王朝廢除了條約。他們決定懲罰亨里克三世，1253年至1254年，弗羅茨瓦夫公國被圍困並劫掠。企圖通過勒索（如1256年虔誠的亨里克二世的兒子們接受教皇庫里亞的干預，但要挽回虔誠的博波列斯瓦夫的某些失物）或賄賂（通過交換戴恩科夫來強迫讓步）。1262年，由亨里克三世答應給虔誠的博勒斯瓦夫和波列斯瓦夫五世，如果他們改支持親波希米亞派別，但是最後並未成功。

### 內部政治與貴族的關係
在內部政治中，亨里克三世捍衛皮雅斯特王朝的特權，教會積極支持他，因為亨里克三世支持弗羅茨瓦夫主教托馬斯反對波列斯瓦夫二世。這項特殊政策並沒有使弗羅茨瓦夫的貴族滿意。 到了1266年，貴族和騎士等階層爆發幾次騷亂，導致公爵早逝。
亨里克三世統治的另一種表現是德意志向下西里西亞殖民，這極大地促進了他的公國的成長和繁榮。在此期間建立許多城市，並在弗羅茨瓦夫的奧斯特羅夫·圖姆斯基（OstrówTumski）建造一座巨大的城堡。亨里克三世在其王庭上也慷慨地支持藝術家。德文在13世紀是政策語言。 

### 1266年叛亂
亨里克三世獨裁的內部統治導致鎮民的叛亂。藉口出現於1266年中，當時他們試圖迫使弗羅茨瓦夫公國在亨里克三世和他的兄弟薩爾茨堡大主教瓦迪斯瓦夫之間劃分統治。瓦迪斯瓦夫並不是叛亂的領導人，這讓他感到非常驚訝。他的出身無疑是貴族中的一員。
波蘭歷史學家耶爾茲·穆拉奇克記載有兩名可能的叛亂領袖：第一位是弗羅茨瓦夫主教托馬斯，他利用亨里克三世的明顯弱點，試圖加強教會在公國中的地位；但是當他看到公爵如何將所有權力集中在手中並剝奪了貴族的特權後，他擔心教會的特權也會發生這種情況，這當然是他所不允許的。
第二位可能的領導人是長兄（禿頭）波列斯瓦夫二世，他希望弗羅茨瓦夫公國最終分裂以及當五弟弗瓦迪斯瓦夫在死後無嗣的的預期情況下（因為瓦迪斯瓦夫從事神職），希望能夠恢復至少三分之一的弗羅茨瓦夫公國（剩下的三分之二將由亨里克三世和他的四弟康拉德及其後代保留）供他或他的繼承人統治。一份記載證明托馬斯主教和波列斯瓦夫二世之間的和解，而另一份記載則表明，萊格尼察公爵稱托馬斯主教為他的“我們的教父”，這是一種不尋常的說法，指的是認為他們之間有著緊密聯繫的人。但是，沒有直接的證據支持這一理論。有關1266年中的起義鮮為人知，但由於公國並未分裂，起義的確是失敗了。 

### 逝世
亨里克三世沒有及時慶祝自己的成功，因為僅僅幾個月後，他突然去世，享年39歲。在這種情況下，不久就開始有關於中毒的謠言，這是很常見的。中毒之說是記載於1283年至1285年左右的熙篤會修道士恩格爾伯特撰寫的波蘭紀事 （Kronika polska）中。
對於他不自然情況下的死亡的記載，推測有些西里西亞公爵可能密謀對付他，這一推測並非沒有根據。亨里克三世一生的最後幾個月都證明了這一點，因為當時亨里克三世一直都在與自己統治的公國內部勢力對立鬥爭。起義結束後，肯定有一大群人受到公爵的懲罰，他們決定將亨里克三世從政治舞台上消失。
1266年間叛亂的兩個可能的領導人托馬斯主教和（禿頭）波列斯瓦夫二世的參與似乎不太可能。他們從亨里克三世死亡中獲得的利益很小：弗羅茨瓦夫在瓦迪斯瓦夫大主教的攝政下由未成年人的亨里克四世統治，這並沒有改變他已故兄長亨里克三世的激進統治。亨里克三世死前迫切要求延長對瓦迪斯瓦夫的攝致，這顯然是為了減低瓦迪斯瓦夫有罪的懷疑。因此，疑犯應該主要是不滿意他的統治的騎士或分裂弗羅茨瓦夫的那些人中。
除了波蘭紀事之外，亨里克三世的神秘死亡甚至寫在他的墓碑上：墓碑的主人、亨里克二世的次子、弗羅茨瓦夫著名領導人亨里克三世於12月5日死於中毒。從那裡，揚·德烏戈什的西里西亞公爵紀事以及聖海德薇格家譜和生平將收錄這些記事。
當時所有文獻和口述資料都證實，亨里克三世去世的年份是絕對確定的。但是，確切日期卻存在差異。儘管也有出處日期認為12月3日是最確切的，但是亦有記載記錄是12月1日、12月5日或11月29日。亨里克三世被埋葬在仍在建設中的弗羅茨瓦夫的克萊爾教堂中。

## 婚姻與家庭
1252年6月2日，亨里克三世與馬佐夫舍公爵康拉德一世的女兒、奧波萊公爵（胖子）梅什科二世的遺孀朱迪思（約1222年/1225年–1257年/1265年）結婚。他們有兩個孩子：
1. 海德薇格（生於1256年–歿於1300年12月14日之後），首先在1271/72年與普萊茲納蘭勳爵亨利（邁森藩侯阿爾布雷希特二世的長子）結婚，其後再於1283年嫁給安哈爾特-阿舍斯萊本親王奧托一世（英语：Otto I, Prince of Anhalt-Aschersleben）。
2. 亨里克四世·普羅布斯（生於約1258年–歿於1290年6月24日）。

亨里克三世於1266年去世前不久，又與薩克森公爵阿爾布雷希特一世的女兒海倫娜結婚（生於1247年–歿於1309年6月12日）。他們沒有孩子。 